# Orchestral Favorites
Az Orchestral Favorites Frank Zappa nagyzenekari felvételeket tartalmazó, 1979-ben megjelent albuma. A lemez az 1975 szeptemberében, Michael Zearott vezényletével tartott koncertek anyagából válogat.

## A lemezen hallható darabok
Első oldal
1. "Strictly Genteel" – 7:04
2. "Pedro's Dowry" – 7:41
3. "Naval Aviation in Art?" – 1:22

második oldal
1. "Duke of Prunes" – 4:20
2. "Bogus Pomp" – 13:27

## A lemezről
Az 1975 szeptemberében tartott koncertsorozat a Lumpy Gravy és a 200 Motels után Zappa harmadik nagyszabású kísérlete darabjainak nagyzenekari előadására. Az előadáson az Abnuceals Emuukha Electric Orchestra játszik, közreműködők között ott volt Terry Bozzio (dobok), Bruce Fowler (harsona), Dave Parlato (basszusgitár), André Lewis (orgona) és Don Van Vliet is (Captain Beefheart a Strictly Genteel-ben szájharmonikázott) – igaz, az ő játéka végül nem került a lemezre.
Két nyilvános koncertet tartottak, a harmadik napon (19-én) zárt, csak a hangfelvételt célzó előadás volt, a lemez nagyrészt a második és harmadik napon készült felvételekből áll. A két koncerten a következő darabok hangzottak el (mögöttük a megjelenés helye):

### 1975. szeptember 17.
1. Bogus Pomp
2. Revised Music for Low Budget Orchestra
3. Pedro's Dowry
4. Rollo
5. Dog Meat
6. Naval Aviation in Art?
7. Improvisations
8. Sink Trap
9. Duke of Orchestral Prunes
10. Strictly Genteel

### 1975. szeptember 18.
1. Bogus Pomp (Orchestral Favorites, Läther)
2. Revised Music For Low Budget Symphony Orchestra (Studio Tan, Läther – a nagyzenekari részek)
3. Pedro's Dowry (Orchestral Favorites, Läther)
4. Rollo (QuAUDIOPHILIAc és One Shot Deal)
5. Black Napkins
6. Dog Meat
7. Naval Aviation In Art?  (Orchestral Favorites, Läther)
8. Sink Trap (QuAUDIOPHILIAc: "Lumpy Gravy", Tinseltown Rebellion: (2:58-3:10: Easy Meat, One Shot Deal: "Hermitage")
9. Duke Of Orchestral Prunes  (Orchestral Favorites, Läther)
10. Steno Pool/New Brown Clouds (from Greggery Peccary) (részek: Studio Tan, Läther)
11. Strictly Genteel (Orchestral Favorites)

## A kiadás története – Läther
1976 elején Zappa és Herb Cohen menedzser viszonya pereskedéssel zárult. Zappa és Cohen cégének, a DiscReet Recordsnak a terjesztését a Warner Bros. intézte. Mikor Zappa kérte, hogy a DiscReet helyett közvetlenül a Warnerrel intézhesse az ügyeit, hogy így Cohentől függetlenedni tudjon, a Warner beleegyezett, így jelenhetett meg  a Zoot Allures 1976-ban. Ekkor viszont a szerződése még négy további lemezre kötelezte a  DiscReet és a Warner felé.
1977 elején Zappa állítása szerint átadta 4 önálló nagylemez mesterszalagját a Warnernek, ami alapján teljesítette a szerződéses kötelezettségét, és ez már szabad kezet adott neki a következő lemezek terjesztőinek kiválasztásában. A Zappa in New York volt az első átadott (dupla) lemez, Zappa által elfogadott borítóval és kísérőszöveggel, amit hamarosan követett a Studio Tan, a Sleep Dirt és az Orchestral Favorites, bár ez utóbbiaknak Zappa csak a szalagjait szállította le. Az anyagot kifogásolhatónak minősítve a Warner az átvételkor a szerződés szerinti négy album előállítási költségeit nem volt hajlandó kifizetni.
A Warner szerződésszegése miatt (és mert láthatólag nem sok hajlandóságot mutattak az anyagok megjelentetésére) Zappa 1977 második felében úgy döntött, hogy az adott helyzetben szabadon átszerkesztheti az anyagot egy négylemezes kiadvánnyá, aminek a Läther címet adta. A négylemezes doboz tehát a korábbi, az eredeti ötlemezes változatból született, és nem fordítva, mint azt sokan hiszik. Bár Gail Zappa is állítja, hogy "a Läther mindig is egy négylemezes kiadványként volt elképzelve", elfelejti azonban, hogy az ötlemezes változat minden felvétele 1971 és 1976 között készült, s egy évvel a Läther előtt már mindegyik kész is volt. A Zappa in New York meg is jelent 1977 elején, bár a Warner később bevonta és csak cenzúrázva adta ki 1978-ban.
A hivatalos, 1996-ban írt történet ellenére semmi nem bizonyítja, hogy Zappa a Warnernek valaha is átadta a Läther szalagjait, a négylemezes doboz nem is elégítette volna ki a szerződés kívánalmait (hiszen csak egy kiadvány). Zappa mind a négy kérdéses nagylemezt maga állította össze, mindegyiknek határozott, önálló karaktere volt, a Lätherön ezek a karakterek viszont összekeveredtek, a dalok új zenei és párbeszédes részekkel kapcsolódtak össze. Az a feltételezés, hogy a négylemezes Lätherből született meg az öt különálló nagylemez, kicsit  olyan, mintha a rántottából próbálnánk meg újra nyers tojásokat előállítani.
Zappa végül lehetőséget kapott arra, hogy a Mercury-Phonogram terjesztésében megjelentesse a Läther-t a az új, Zappa Records címkével. A Warner ezért perrel fenyegette meg, ezzel megakadályozva a doboz kiadását, s közben úgy döntött, hogy 1978-ban és 1979-ben kiadja a három még visszatartott lemezt (Studio Tan, Sleep Dirt és Orchestral Favorites). Mivel Zappa csak a szalagokat adta át, ezért ezeken a kiadványokon a zenészek felsorolása is hibás, a borítókat pedig Zappa hozzájárulása nélkül készíttették el Gary Panterrel.

## Helyezések
Album – Billboard (North America)
| Year | Chart      | Position |
| ---- | ---------- | -------- |
| 1979 | Pop Albums | 168      |

## Külső hivatkozások
- "FZ vs. Warner Bros. Story" Archiválva 2015. szeptember 23-i dátummal a Wayback Machine-ben – az arf.ru oldalon;
- "Biffy the Elephant Shrew looks at Läther"
- Album information – az Information is not Knowledge honlapon;
- Album release information